# Adrián Sardinero
Adrián Sardinero Corpa (Leganés, 13 ottobre 1990) è un calciatore spagnolo, attaccante del Kannur Warriors.

## Carriera

### Club

#### Getafe
È cresciuto nel settore giovanile del Getafe. Il 30 settembre 2010 esordisce in prima squadra in Europa League contro gli svizzeri del Berner Sport Club Young Boys. Nella partita di ritorno del 16 dicembre segna il suo primo gol nella competizione. L'esordio in campionato invece risale al 14 novembre, quando entra in campo nel secondo tempo della partita contro il Valencia persa per 2-0. Il 2 aprile 2011, nella partita di ritorno contro il Valencia, realizza il suo primo gol nella massima serie spagnola.

#### Hércules
Nella stagione 2011-2012 passa in prestito all'Hércules CF, squadra della Segunda División spagnola. Esordisce il 27 agosto 2011, in occasione della prima partita di campionato, in cui l'Hércules ospita allo stadio José Rico Pérez il Cartagena. L'allenatore Juan Carlos Mandiá fa entrare in campo Sardinero al 61' al posto di Felipe Sanchón. L'attaccante di Leganés all'80' porta il risultato sul definitivo 2-0, dopo che l'Hércules si era portato in vantaggio nel primo tempo con una rete di Juanmi Callejón.

## Palmarès

### Club

#### Competizioni nazionali
- Supercoppa di Cipro: 2

AEL Limassol: 2015
Apollōn Limassol: 2017
- Coppa di Cipro: 1

Apollōn Limassol: 2016-2017